# 創世記 (ジェネシスのアルバム)
『創世記』（そうせいき、原題：From Genesis to Revelation）は、1969年にリリースされたジェネシスのファースト・アルバム。

## ジェネシスの日本語題について
フロントマンであるピーター・ガブリエル在籍時のジェネシスではアルバム『フォックストロット』を除いて発表当初、各曲の多くに日本語の日本語題が付けられていたが、現在ではカタカナの日本語題に改められている。しかし『創世記』のみ（当初とは違うものの）日本語題が残されている。

## 収録曲
全曲作曲：トニー・バンクス、ピーター・ガブリエル、アンソニー・フィリップス、マイク・ラザフォード
1. 「なみだが蜜に変わるとき」 - "Where the Sour Turns to Sweet" – 3:16
2. 「天地創造は今」 - "In the Beginning" – 3:47
3. 「暖炉のそばで」 - "Fireside Song" – 4:20
4. 「エデンの蛇」 - "The Serpent" – 4:40
5. 「僕はいけないことを？」 - "Am I Very Wrong?" – 3:33
6. 「荒野に呼ばわる声」 - "In the Wilderness" – 3:33
7. 「孤独の征服者」 - "The Conqueror" – 3:42
8. 「私一人の自由」 - "In Hiding" – 2:40
9. 「その日のために夢を持とう」 - "One Day" – 3:22
10. 「心の窓に見えるものは」 - "Window" – 3:35
11. 「ここは中途半端」 - "In Limbo" – 3:32
12. 「死せる太陽」 - "Silent Sun" – 2:15
13. 「安息の地」 - "A Place to Call My Own" – 2:00

### ボーナストラック
1. 「死せる太陽（シングル・ヴァージョン）」 - "The Silent Sun" - 2:15
2. 「孤独の影」 - "That's Me" - 2:41
3. 「冬の物語」 - "A Winter's Tale" - 3:31
4. 「片眼の猟犬」 - "One Eyed Hound" - 2:32

## 参加ミュージシャン
ジェネシス
- ピーター・ガブリエル (Peter Gabriel) - ボーカル、フルート
- トニー・バンクス (Tony Banks) - ハモンドオルガン、ピアノ、バッキング・ボーカル
- アンソニー・フィリップス (Anthony Phillips) - ギター、バッキング・ボーカル
- マイク・ラザフォード (Mike Rutherford) - ベース、ギター、バッキング・ボーカル
- ジョン・シルヴァー (John Silver) - ドラム ※「死せる太陽」を除く

その他のミュージシャン
- クリス・スチュワート (Chris Stewart) - ドラム on 「死せる太陽」
- アーサー・グリーンスレイド (Arthur Greenslade) - ストリングス・アンド・ホーン・アレンジ、指揮
- ルー・アーバートン (Lou Warburton) – ストリングス・アンド・ホーン・アレンジ、指揮